# Biblioteca John Hay
La Biblioteca John Hay (conocida coloquialmente como Hay ) es la segunda biblioteca más antigua del campus de la Universidad de Brown en Providence, Rhode Island, Estados Unidos. Está ubicado en Prospect Street frente a Van Wickle Gates . Después de su construcción en 1910, Hay Library se convirtió en el edificio principal de la biblioteca en el campus, reemplazando el edificio ahora conocido como Robinson Hall. Hoy, la Biblioteca John Hay es una de las cinco bibliotecas individuales que componen la Biblioteca Universitaria.El Hay alberga los libros y manuscritos raros de la Biblioteca Universitaria, los Archivos Universitarios y las colecciones especiales de la Biblioteca.

## Historia
A principios de la década de 1890, el edificio de la biblioteca de Brown de 1878 se había vuelto insuficiente para albergar la creciente colección de la universidad. En 1906, Andrew Carnegie contribuyó con $150 000 (equivalente a $4,52 millones en 2022) para la construcción de un nuevo edificio de biblioteca. A pedido de Carnegie, la biblioteca recibió su nombre en honor a su difunto compañero, el Secretario de Estado John Milton Hay . 
El edificio fue construido con un diseño del estudio de arquitectura de Boston de Shepley, Rutan y Coolidge en el estilo Beaux Arts . Inicialmente, la estructura estaba destinada a ser construida con piedra caliza, aunque finalmente se construyó con mármol blanco extraído en Dorset, Vermont . La biblioteca fue inaugurada el 24 de septiembre y dedicada el 10 de noviembre de 1910.

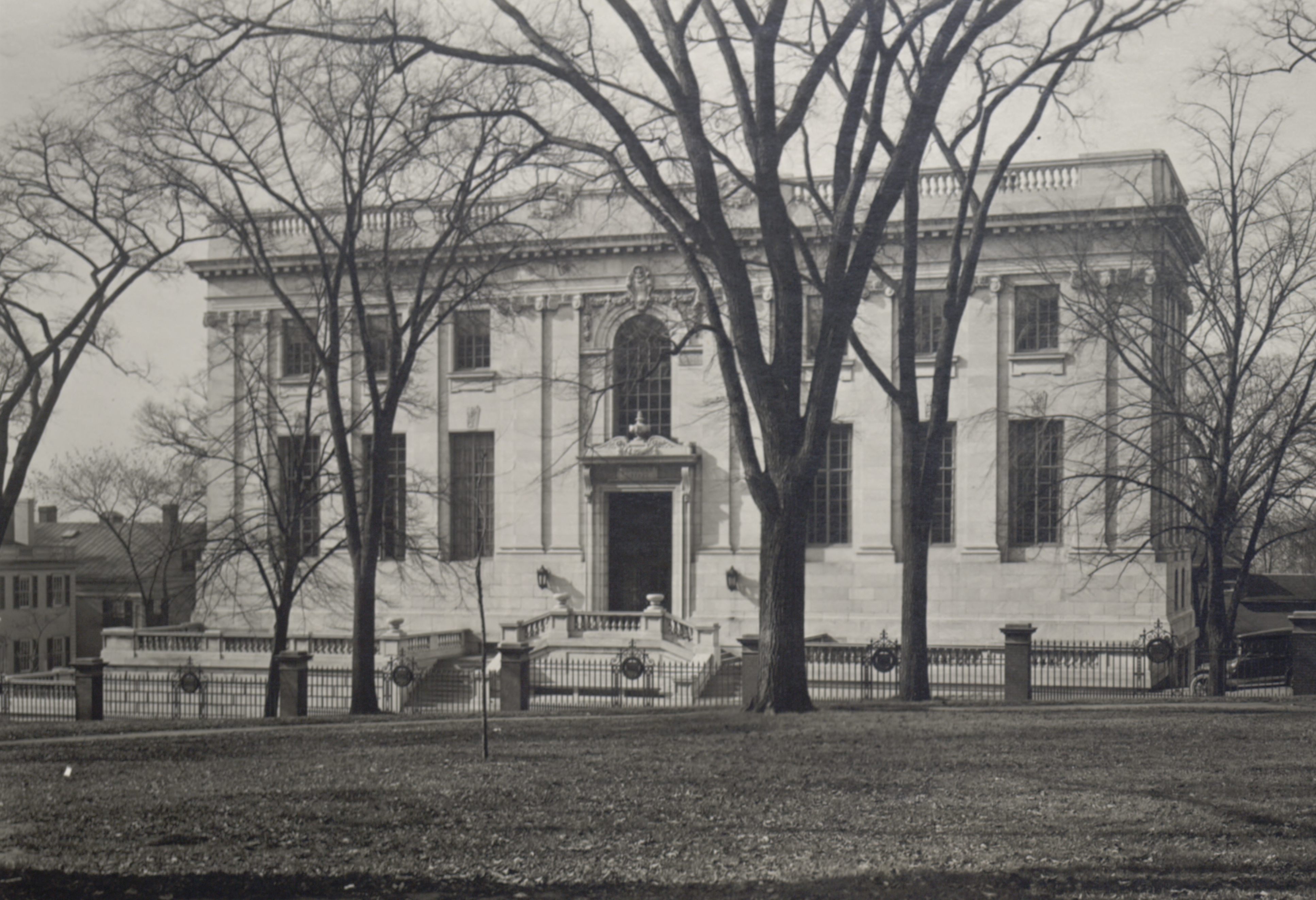
La biblioteca en 1920

En 1939 se construyó una nueva ala al norte del edificio original. La adición fue diseñada por Coolidge, Shepley, Bullfinch y Abbott en estilo georgiano y construida con ladrillo rojo. Como parte de la renovación, la sala de lectura principal se dividió en tres áreas con estanterías. 

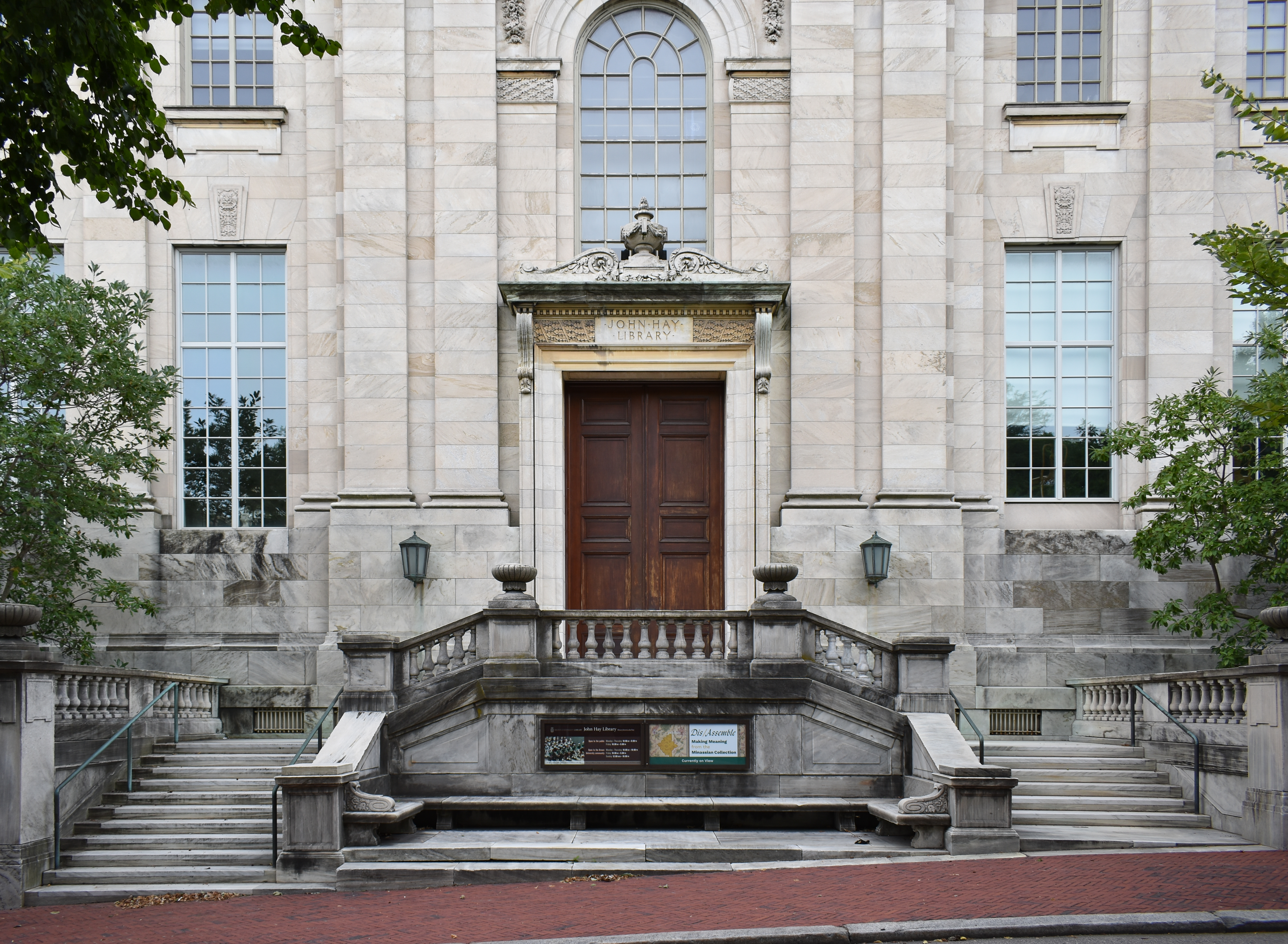
Entrada principal a la biblioteca

La biblioteca John D. Rockefeller Jr. se convirtió en la biblioteca principal de Brown en 1964, y la biblioteca John Hay retuvo las colecciones especiales de la universidad. La biblioteca proporcionó alojamiento temporal para la Biblioteca de Ciencias Físicas hasta que se construyó la Biblioteca de Ciencias en 1971. La Biblioteca John Hay se renovó por completo y se volvió a dedicar el 21 de septiembre de 1981. En 2013 comenzó una importante renovación de la biblioteca dirigida por Selldorf Architects.  El edificio se cerró el 1 de junio de 2013 y se reabrió en el otoño de 2014. La renovación reconfiguró el piso principal de la biblioteca, duplicó el espacio de exhibición y devolvió la sala de lectura principal a su diseño original.